# Shōji Yūki
Shōji Yūki (japanisch 結城 昌治, Yūki Shōji; geboren 5. Februar 1927 in Tokio; gestorben 24. Januar 1996) war ein japanischer Schriftsteller. 

## Leben und Wirken
Shōji Yūki wurde als Schüler Mitglied des Marine Corps (海兵団, Kaiheidan) der „Takanawa Junior High School“ (高輪中学校). Nach dem Zweiten Weltkrieg machte er Abschluss an der juristischen Fakultät der Waseda-Universität. Er wurde Bezirksstaatsanwalt (地検事務官), litt aber an Tuberkulose. Während seiner medizinischen Behandlung lernte er Ishida Hakyō (1913–1969) und Fukunaga Takehiko (1918–1979) kennen.
„Kanchū suiei“ (寒中水泳) – „Schwimmen in der kalten Jahreszeit“ 1959 wurde für die japanische Version des „Ellery Queen's Mystery Magazine“-Wettbewerbs vorgeschlagen. Kriminalromane wie „Nagai nagai nemuri“ (長い長い眠り) – „Ein langer, langer Schlaf“ 1960  und „Naka no ī shitai“ (仲のいい死体) – „Eine freundschaftliche Leiche“ 1961, „Gomesu no na wa Gomesu“ (ゴメスの名はゴメス) – „Gomez' Name ist Gomez“ 1962, machten ihn als Autor bekannt. „Yoru no owaru toki“ (夜の終る時) – „Wenn die Nacht endet“ 1963, ist eine Detektivgeschichte, in der es um eine korrupte Strafverfolgungsbehörde geht, gewann den „Japan Mystery Writers Association Award“ (日本推理作家協会賞, Nihon suiri sakka kyōkai shō).
1970 erhielt Yūki den 63. Naoki-Preis für „Gunki wa tameku moto ni“ (軍旗はためく下に) – „Unter den flatternden Kriegsfahnen“. Das ist ein Roman über Verbrechen, die japanische Militärs während des Zweiten Weltkriegs begingen. Er schrieb auch die biografischen Romane wie „Shinshō Ichidai“ (志ん生一代)  – „Shinshō I. “, eine Lebensbeschreibung des Rakugo-Künstlers Kokontei Shinshō I. (古今亭 志ん生 (初代); 1809–1956) 1976 und „Shūchaku eki“ (終着駅) – „Endstation“ 1984, der mit dem „Yoshikawa-Eiji-Literaturpreis“ ausgezeichnet wurde. Danach schrieb er eine Reihe von Kriminalromanen „Shura no nioi“ (修羅の匂い) – „Der Geruch einer Konfliktes“ 1990, eine Sammlung von Kurzgeschichten unter dem Titel „Endoresu“ (エンドレス) – „Endlos“ 1991, eine Reihe von Kriminalromanen „Ketchaku“ (決着) – „Der Schluss“ 1993 und „Dekigoto“ (出来事) – „Das Ereignis“ 1994.
Es folgte „Dorobō-tachi no hiruyasumi“ (泥棒たちの昼休み) „Mittagspause der Diebe“, das nach seinem Tod im September 1996 erschien und aus acht Bekennergeschichten besteht. 1998 erschien „Shi mo mata tanoshi“ (死もまた愉) – „Auch ein Tod ist manchmal angenehm“, das sei zumindest sein „Letzter Wille des Lebens“, wie es Yūki kommentierte.